# جورج باروز
جورج باروز (بالإنجليزية: George Barrows)‏ مواليد 7 فبراير 1914 في نيويورك - الوفاة 17 أكتوبر 1994 في أوكسنارد، الولايات المتحدة، هو ممثل أمريكي.

## الأعمال
- أحدب نوتردام (1939)
- جان دارك (1948)
- كل الإخوة كانوا شجعان (1953)

## روابط خارجية
- جورج باروز على موقع IMDb (الإنجليزية)
- جورج باروز على موقع ألو سيني (الفرنسية)
- جورج باروز على موقع أول موفي (الإنجليزية)
- جورج باروز على موقع قاعدة بيانات الأفلام السويدية (السويدية)
- جورج باروز على موقع قاعدة بيانات الفيلم (الإنجليزية)
- جورج باروز على موقع كينوبويسك (الروسية)